# Черкаська єпархія ПЦУ
Черка́ська єпархія — єпархія ПЦУ на території Черкаської області.

## Історія
Черкаська єпархія була заснована 1898 року. Проіснувала до початку 30-их років XX століття, коли розпочалися масові репресії православного духовенства.
У 1992 року, з оголошенням України незалежною державою та утворенням Помісної Української Православної Церкви, якою став Київський Патріархат, на Черкащині було створено її підрозділ — Черкаську єпархію. До 2003 року її очолював безпосередньо Патріарх Київський і всієї Руси-України Філарет, а із квітня 2003 року єпархією керує митрополит Іоан (Яременко).
Кафедральним є Свято-Троїцький собор м. Черкаси. При кількох парафіях діють дитячі недільні духовні школи.

## Опис
Єпархія об'єднує на своїй території релігійні організації для спільного здійснення права на свободу віровизнання та поширення православної християнської віри. Із цією метою здійснюється:
- відправа Богослужінь, таїнств, обрядів, ходів та церемоній;
- поширення релігійних переконань безпосередньо або через засоби масової інформації, зокрема власні;
- місіонерська діяльність;
- справи милосердя та добродійності, релігійна освіта, навчання та виховання;
- подвижницька діяльність;
- паломництва та інша діяльність, що відповідає правилам та традиціям Української Православної Церкви.

## Архиєреї
1. 15 листопада 1992 - 1994 Нестор (Куліш).
2. 30 березня 2003 Іоан (Яременко).

## Структура
| Благочиння | Благочиння    | Благочиння                   |
| №          | Назва         | Благочинний                  |
| ---------- | ------------- | ---------------------------- |
| 1          | Золотоніське  | протоієрей Олександр Косенко |
| 2          | Шполянське    | протоієрей Олександр Шпак    |
| 3          | Смілянське    | протоієрей Богдан Степчук    |
| 4          | Городищенське | протоієрей Микола Мохнацький |

| Парафії | Парафії                                                               | Парафії                   | Парафії                                                                                     | Парафії          |
| №       | Назва                                                                 | Адреса                    | Настоятель                                                                                  | Благочиння       |
| ------- | --------------------------------------------------------------------- | ------------------------- | ------------------------------------------------------------------------------------------- | ---------------- |
| 1       | Свято-Троїцький кафедральний собор                                    | м.Черкаси площа Слави 10  | митр. протоієрей Андрій Шпунт клірик протоієрей Василь Паплик, протоієрей Володимир Штокало | Черкаське міське |
| 2       | Свято-Михайлівський кафедральний гарнізонний собор                    | м.Черкаси                 | клірик протоієрей Володимир Рідний                                                          | Черкаське міське |
| 3       | Храм Свято-Стрітенський                                               | м.Черкаси                 | ієрей Дмитро Кузьмич                                                                        | Черкаське міське |
| 4       | Храм св. прп. Амфілохія Почаївського                                  | м.Черкаси                 | протоієрей Віталій Клим                                                                     | Черкаське міське |
| 5       | Храм Святої великомучениці Варвари                                    | м.Черкаси                 | протоієрей                                                                                  | Черкаське міське |
| 6       | Храм Свято-Анатоліївський                                             | м.Черкаси                 | протоієрей                                                                                  | Черкаське міське |
| 7       | Храм Покрови Пресвятої Богородиці                                     | м.Черкаси                 | протоієрей                                                                                  | Черкаське міське |
| 8       | Каплиця Святих Кирила та Мефодія                                      | м.Черкаси                 | протоієрей                                                                                  | Черкаське міське |
| 9       | Каплиця св. прп. Сергія Радонезького та Всіх Святих Землі Української | м.Черкаси                 | протоієрей                                                                                  | Черкаське міське |
| 10      | Храм св. Миколая Чудотворця                                           | м.Черкаси                 | митр. протоієрей Ігор Миськів                                                               | Черкаське міське |
| 11      | Храм Різдва Пресвятої Богородиці                                      | м.Черкаси                 | протоієрей                                                                                  | Черкаське міське |
| 12      | Храм на честь образу Божої Матері Неоплима Купина                     | м.Черкаси                 | ієрей Роман Береговий                                                                       | Черкаське міське |
| 13      | Храм св. Луки Кримського                                              | м.Золотоноша              | митр. протоієрей Олександр Косенко                                                          | Золотоніське     |
| 14      | Храм Свято-Іллінський                                                 | с.Суботів                 | протоієрей Володимир Гладковський                                                           | Чигиринське      |
| 15      | Храм Петро-Павлівський                                                | м.Тальне                  | протоієрей Андрій Гаргат                                                                    | Звенигородське   |
| 16      | Храм Різдва Пресвятої Богородиці                                      | м. Шпола                  | протоієрей Роман Соломатін                                                                  | Шполянське       |
| 17      | Храм Свято-Миколаївський                                              | м.Шпола                   | протоієрей Павло Чуйченко                                                                   | Шполянське       |
| 18      | Храм Свято-Миколаївський                                              | с.Васильків               | протоієрей Миколай Сакундяк                                                                 | Шполянське       |
| 19      | Храм Свято-Вознесенський                                              | с.Матусів                 | протоієрей Петро Блонський                                                                  | Шполянське       |
| 20      | Храм Спасо-Преображенський                                            | м. Городище               | протоієрей Микола Мохнацький                                                                | Городищенське    |
| 21      | Храм св. першомуч. Стефана                                            | м. Городище               | протоієрей Богдан Жигало                                                                    | Городищенське    |
| 22      | Храм св. мч. Євгенії                                                  | м.Сміла                   | митр. протоієрей Богдан Степчук                                                             | Смілянське       |
| 23      | Свято-Покровський собор                                               | м.Сміла                   | митр. протоієрей Петро Дмитрук                                                              | Смілянське       |
| 24      | Храм св. прп. Амфілохія Почаївського                                  | м.Сміла                   | протоієрей Сергій Чукін                                                                     | Смілянське       |
| 25      | Храм Свято-Троїцький                                                  | с.Іркліїв                 | протоієрей Михаїл Романюк                                                                   | Чорнобаївське    |
| 26      | Храм Свято-Варваринський                                              | с.Вереміївка              | ігумен Пахомій (Бєзгалов)                                                                   | Чорнобаївське    |
| 27      | Храм Свято-Миколаївський                                              | с.Васютинці               | ігумен Пахомій (Бєзгалов)                                                                   | Чорнобаївське    |
| 28      | Храм Свято-Іллінський                                                 | с.Кліщинці                | ігумен Пахомій (Бєзгалов)                                                                   | Чорнобаївське    |
| 29      | Храм Різдва Пресвятої Богородиці                                      | с.Лящівка                 | ігумен Пахомій (Бєзгалов)                                                                   | Чорнобаївське    |
| 30      | Храм Різдва Пресвятої Богородиці                                      | с.Мале Старосілля         | ігумен Ахіла                                                                                | Смілянське       |
| 31      | Храм св. прав. Петра Багатостраждального                              | лісовий масив Холодний Яр | протоієрей                                                                                  | Чигиринське      |
| 32      | Храм Спасо-Преображенський                                            | с.Корнилівка              | протоієрей                                                                                  | Черкаське        |
| 33      | Храм Свято-Покровський                                                | с.Городецьке              | протоієрей                                                                                  | Уманське         |
| 34      | Храм Свято-Успенський                                                 | м.Золотоноша              | протоієрей                                                                                  | Золотоніське     |
| 35      | Храм Свято-Троїцький                                                  | м.Умань                   | протоієрей Олександр Гринько                                                                | Уманське         |
| 36      | Храм св. мч. Параскеви П'ятниці                                       | с.Зарубинці               | протоієрей                                                                                  | Уманське         |
| 37      | Храм Свято-Михайлівський                                              | с.Михайлівка              | протоієрей                                                                                  | Кам'янське       |
| 38      | Храм Свято-Успенський                                                 | с.Медведівка              | протоієрей                                                                                  | Чигиринське      |
| 39      | Храм Спасо - Воскресенський                                           | с.Криві Коліна            | протоієрей                                                                                  | Звенигородське   |
| 40      | Храм св. ап. Петра і Павла                                            | м.Чигирин                 | протоієрей Василь Циріль                                                                    | Чигиринське      |
| 41      | Храм святителя Миколая                                                | м.Чигирин                 | протоієрей Володимир Гладковський                                                           | Чигиринське      |
| 42      | Храм Свято-Успенський                                                 | м.Канів                   | протоієрей Сергій Нікітін                                                                   | Канівське        |

## Галерея

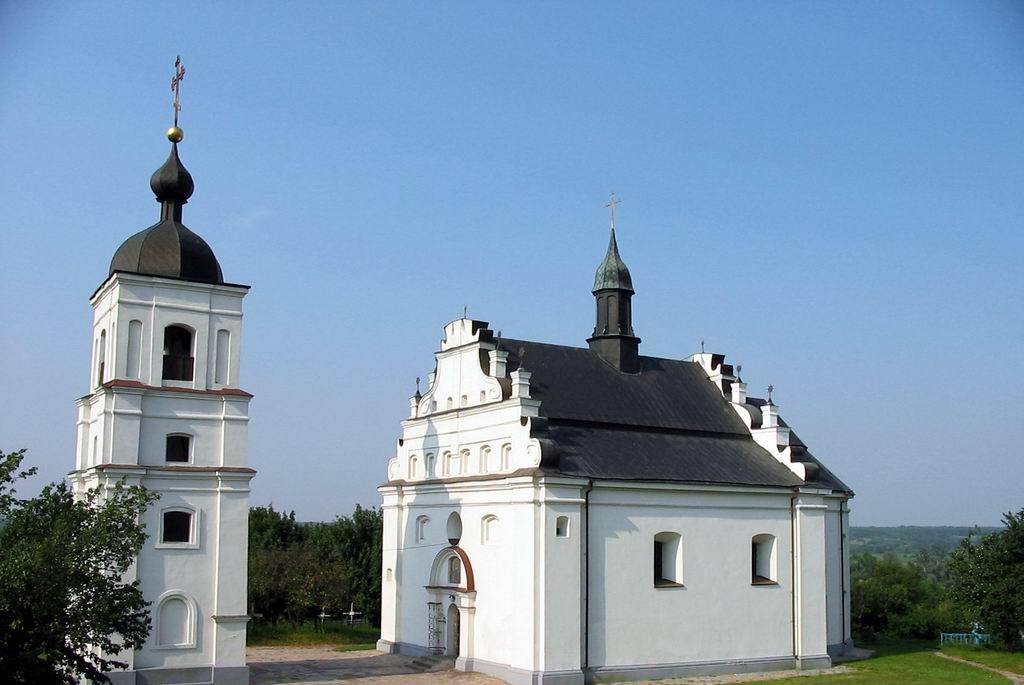
Іллінська церква у Суботові (могила Богдана Хмельницького).
Храм святих апостолів Петра і Павла м. Тальне.
Храм Воскресіння Христового с. Криві Коліна